# Laureen Pink

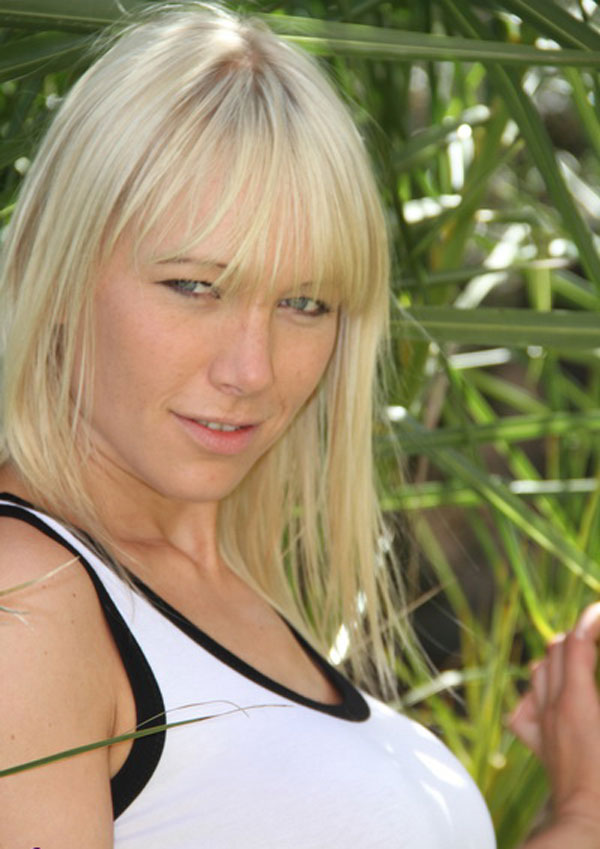
Laureen Pink (2011)

Laureen Pink (* 1983 in Olsztyn, Polen) ist eine polnische Pornodarstellerin, die nach ihrer Karriere in Deutschland und der Schweiz wieder in Polen lebt.

## Leben
Laureen Pink kam über die Swinger-Szene zum Porno. Zusammen mit ihrem Mann veranstaltet sie Gangbang-Partys und produziert Pornofilme. Gerhard Haase-Hindenberg schreibt in seinem Buch Die enthemmten Deutschen – Von der neuen Lust auf Sex unter anderem über Laureen Pinks Partys.
Inzwischen hat sie sich aus der Branche zurückgezogen und betreibt in ihrer Heimat einen Bauernhof.

## Auszeichnungen und Nominierungen
- 2012: Venus Award – Beste Newcomerin (Nominierung)
- 2014: Netstar Award
- 2015: Netstar Award
- 2016: Venus Award – Jury Award für Laureen Pink Events
- 2016: Netstar Award

## Filmografie (Auswahl)
- 2009: Capitol Gangbang
- 2010: So swingt Deutschland 2
- 2011: Die Blonde mit dem großen Bus
- 2011: Laureen-Pink on Tour mit SarahAnn
- 2011: Lust und Laster
- 2012: Gang-Bang Total – Laureen Pink
- 2012: Schwanz im Glück 3
- 2012: Shower-Girls
- 2013: Inside Vivian Schmitt
- 2014: Inside Inflagranti 6
- 2015: Laureen-Pink on Tour mit Sina Velvet
- 2016: Gangbang Battle 23